# Valentino
Valentino je moško osebno ime.

## Izvor imena
Ime Valentino je različica moškega osebnega imena Valentin.

## Pogostost imena
Po podatkih Statističnega urada Republike Slovenije je bilo na dan 31. decembra 2007 v Sloveniji število moških oseb z imenom Valent: 46.

## Osebni praznik
Osebe z imenom Valentino lahko godujejo skupaj z Valentini.